# Edmund Bruggmann
Edmund Bruggmann (n. 15 aprilie 1943, Flums⁠(d), Cantonul St. Gallen, Elveția – d. 9 iunie 2014, Walenstadt⁠(d), Cantonul St. Gallen, Elveția) a fost un schior alpin ce a reprezentat Elveția, medaliat olimpic. A participat la 3 ediții ale Jocurilor Olimpice (1964, 1968, 1972) în care a câștigat o medalie de argint.